# Carlo Scalzi
Carlo Scalzi (Voghera, 1700 circa – Genova, dopo 1738) è stato un cantante castrato italiano che ebbe un'attiva carriera di esecutore nei maggiori teatri in Italia dal 1718 al 1738.
Nel periodo dal 1733 al 1734 cantò a Londra  dove in particolare creò il ruolo di Alceste nella prima mondiale di Arianna in Creta di Georg Friedrich Händel. Il librettista Pietro Metastasio descrisse Scalzi come un "cantante veramente unico" (sic) e paragonò la sua voce a quella del famoso castrato Farinelli.

## Vita e carriera
Nulla si sa della vita giovanile di Scalzi e l'anno esatto della sua nascita è sconosciuto. Le prime notizie certe del cantante riferiscono che nel 1718-1719 era a Roma per una serie di spettacoli in opere di Alessandro Scarlatti. Dal 1719-1722 ha cantato a Venezia nelle opere di Giuseppe Maria Orlandini, Carlo Francesco Pollarolo e Giovanni Porta e poi a Reggio Emilia e Modena nel 1720.
Nel 1722 Scalzi fu ancora una volta a Roma e nel 1722-1723 si esibì a Genova. Poi cantò a Firenze  (1723 e 1729), Milano (1724), Venezia (1724-1725) e Parma (1725). Ebbe grande successo a Napoli nel 1726-1727 e nel 1730 nelle opere di Johann Adolf Hasse, Nicola Porpora e Leonardo Vinci. Fu il primo interprete in due prime mondiali al Teatro San Bartolomeo nel 1726: nella parte di Sesostrate in Miride e Damari di Hasse il 13 maggio 1726 e in quella di Vitige ne L'Ernelinda di Vinci il 4 novembre 1726. Nel 1728-1729 e 1731-1732 tornò ancora a Roma dove si esibì nelle prime di La Semiramide riconosciuta di Vinci il 6 febbraio 1729, nel ruolo di Mirto e Artaserse, sempre di Vinci, il 4 febbraio 1730, nel ruolo di Megacle. Nel 1733 ritornò a Genova per altre interpretazioni.

## Londra ed Händel
Nel 1733-1734 Scalzi fu scritturato dalla Compagnia d'opera di Georg Friedrich Händel al King's Theatre di Londra. Händel modificò ed ampliò arie da alcune delle sue opere precedenti appositamente per la voce di Scalzi comprese le riprese di Ottone (novembre 1733, Adalberto), Sosarme (aprile 1734, Argone), Acis and Galatea (maggio 1734, Dorindo), ed Il pastor fido (maggio 1734, Silvio). Il 26 gennaio 1734 fu il primo interprete di Alceste nella prima mondiale di Arianna in Creta di Händel. Il 13 marzo 1734 cantò il ruolo di Orfeo nella prima del masque Parnasso in festa per il matrimonio tra Anna di Gran Bretagna e Guglielmo IV di Orange-Nassau. Mentre Händel ammirava moltissimo il talento di  Scalzi, il pubblico inglese non rispose mai a Scalzi con lo stesso entusiasmo di cui era stato oggetto in Italia.
In 1734 Scalzi ritornò in Italia. Le sue ultime esecuzioni di cui si abbia notizia furono in opere di Hasse e Porpora a Venezia nel 1737–1738. Dopodiché i suoi movimenti e le sue attività sono sconosciuti.